# George Edgell
George Harold Edgell (St. Louis, 4 de marzo de 1887-Newport, 29 de junio de 1954) fue un historiador de la arquitectura y las bellas artes, autor y erudito estadounidense experto en la escuela sienesa. También fue decano de la Escuela de Arquitectura de la Universidad de Harvard y director del Museo de Bellas Artes de Boston.

## Biografía

### Primeros años
Nació en St. Louis, Misuri, hijo de George Stephen Edgell e Isabella Wallace Corbin. Su abuelo materno fue el empresario bancario y ferroviario estadounidense Austin Corbin. Se preparó para la universidad en la Cutler School de Nueva York y se graduó magna cum laude de la Universidad de Harvard en 1909 con una Licenciatura en Artes. De 1910 a 1912, fue becario de estudios clásicos y arqueología en la Academia Americana en Roma, donde recibió el Premio de Roma. A su regreso a Estados Unidos en 1913, recibió el primer doctorado en Bellas Artes otorgado por la Universidad de Harvard.

### Carrera
Se convirtió en instructor de bellas artes, especializándose en el arte del Renacimiento italiano, en Harvard después de regresar de Italia. En 1913, impartió el primer curso ofrecido en Estados Unidos sobre pintores de Italia central. Se convirtió en profesor asistente en 1914, profesor asociado en 1922 y profesor titular en 1925. En 1922, fue nombrado decano de la Escuela de Arquitectura de Harvard, para suceder a Charles Wilson Killam, quien se desempeñaba como decano interino tras la muerte de Harold Langford Warren. En 1935, renunció a su cátedra en Harvard después de ser nombrado curador de arte en el Museo de Bellas Artes de Boston. Ocupó este cargo hasta 1939. También fue nombrado director del museo en 1935, cargo que ocupó hasta su muerte en 1954.
Además de su carrera académica en Harvard, fue profesor en el Instituto Arqueológico de América de 1916 a 1917 y en el Instituto Lowell en 1921. Fue profesor anual de la Academia Americana de Roma de 1919 a 1920 y profesor de intercambio en la Universidad de París en 1929. Fue miembro de la Comisión de Arte de Boston de 1925 a 1954, administrador del Museo de Bellas Artes de Boston de 1927 a 1954 y presidente de la Comisión de Arte del Estado de Massachusetts de 1941 a 1951. De 1947 a 1954 fue miembro de la Comisión estadounidense para la UNESCO.
Durante la Primera Guerra Mundial, el Comité Federal de Información Pública lo solicitó para que representara a Estados Unidos como comisionado estadounidense de la Commissione Centrale Interalleate per Propaganda, una comisión adscrita al cuartel general general del ejército italiano en Padua. En 1937 fue nombrado caballero de la Legión de Honor francesa. Harvard le otorgó un doctorado en artes honorario en 1948.
Como pasatiempo, cazaba abejas silvestres y publicó The Bee Hunter en 1949. Esta publicación estaba destinada a amigos y familiares, pero tuvo amplia publicidad tanto a nivel nacional como internacional. Además, de 1915 a 1917, fue editor asociado de Arte y Arqueología y fue elegido miembro tanto de la Asociación Estadounidense para el Avance de la Ciencia como de la Academia Estadounidense de Artes y Ciencias. Fue miembro del Instituto Arqueológico de América, la Asociación de Artes Universitarias de América, el Instituto Americano de Arquitectos, la Asociación Americana de Museos (presidente de 1949 a 1951), la Sociedad de Arquitectos de Boston, Phi Beta Kappa, los clubes Harvard y Tavern de Boston, la Century Association y el Harvard Club de Nueva York, y el Athenaeum Club de Londres. También fue miembro de la Sociedad Histórica de Rhode Island.

### Vida personal
El 13 de junio de 1914, en Barrytown, Nueva York, se casó con Jean Walters Delano (1889-1953), hija de Warren Delano IV. Tuvieron tres hijos: George, Delano y Henry. Falleció en Newport, Nuevo Hampshire, el 29 de junio de 1954, tras una breve enfermedad. Fue enterrado en el cementerio de North Newport.